# George Ștefan I. Nicolae
George Ștefan I. Nicolae (n. 1871, Leșnic, județul Hunedoara – d. 1934, Leșnic, județul Hunedoara) a fost un deputat în Marea Adunare Națională de la Alba Iulia , organismul legislativ reprezentativ al „tuturor românilor din Transilvania, Banat și Țara Ungurească”, cel care a adoptat hotărârea privind Unirea Transilvaniei cu România, la 1 decembrie 1918 :p. 215.

## Biografie
A făcut școala primară. A decedat la Leșnic, comuna Vețel, județul Hunedoara în anul 1934 :p. 215.

## Activitatea politică

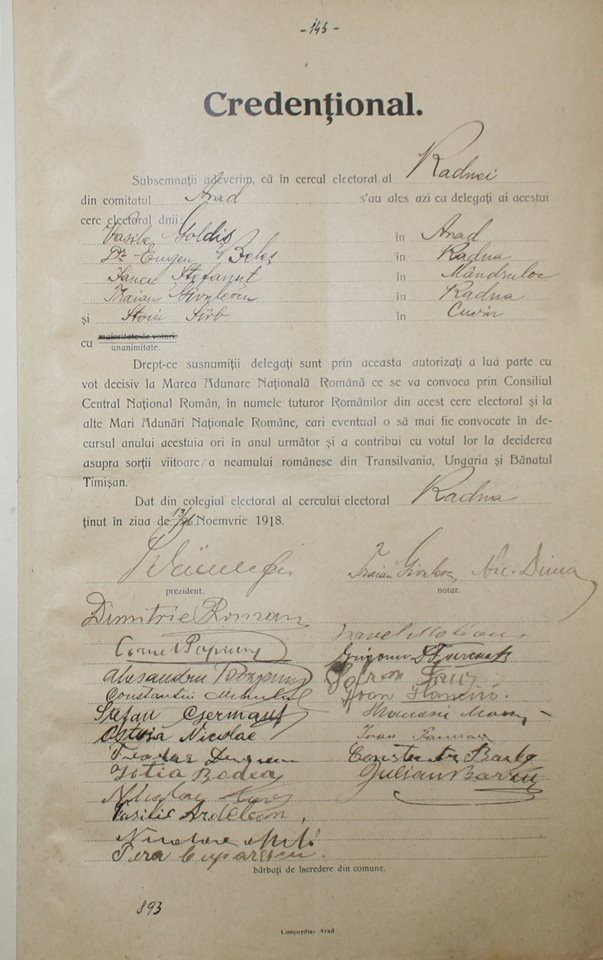
Credențional

Ca deputat în Adunarea Națională din 1 decembrie 1918, George Ștefan I. Nicolae a fost delegat al Cercului electoral Dobra :p. 215.